# Skogsbrukets grader i Frankrike
Office national des forêts, den franska statliga skogsbruksmyndigheten, använder sig av följande tjänstebenämningar och gradbeteckningar.
| Motsvarande jägmästare                                                       | Motsvarande skogsmästare | Motsvarande skogstekniker                       | Motsvarande skogsbrukstekniker                     | Motsvarande naturbevakare                          |  |
| ---------------------------------------------------------------------------- | --- | ----------------------------------------------- | -------------------------------------------------- | -------------------------------------------------- |  |
|                                                                              | |                                                 |                                                    |                                                    |  |
| Directeur général de l'Office national des forêts                            | |                                                 |                                                    |                                                    |  |
| Chef de l'Inspection générale de l'Office national des forêts                | |                                                 |                                                    |                                                    |  |
| Ingénieur général de classe exceptionnelle des ponts, des eaux et des forêts | |                                                 |                                                    |                                                    |  |
| Ingénieur général de classe normale des ponts, des eaux et des forêts        | |                                                 |                                                    |                                                    |  |
|                                                                              | |                                                 |                                                    |                                                    |  |
| Ingénieur en chef des ponts, des eaux et des forêts                          | Chef de mission de l'agriculture et de l'environnement                                                                                           |                                                 |                                                    |                                                    |  |
| Ingénieur des ponts, des eaux et des forêts - löneklass 7-10                 | Ingénieur divisionnaire de l'agriculture et de l'environnement - löneklass 4-8                                                                   |                                                 |                                                    |                                                    |  |
| Ingénieur des ponts, des eaux et des forêts - löneklass 5-6                  | Ingénieur divisionnaire de l'agriculture et de l'environnement - löneklass 1-3 Ingénieur de l'agriculture et de l'environnement - löneklass 7-10 | Cadre technique de l'Office national des forêts |                                                    |                                                    |  |
|                                                                              | |                                                 |                                                    |                                                    |  |
| Ingénieur des ponts, des eaux et des forêts - löneklass 3-4                  | Ingénieur de l'agriculture et de l'environnement löneklass 4-6                                                                                   | Chef Technicien forestier                       |                                                    |                                                    |  |
| Ingénieur des ponts, des eaux et des forêts - löneklass 1-2                  | Ingénieur de l'agriculture et de l'environnement - löneklass 2-3                                                                                 | Technicien forestier principal                  |                                                    |                                                    |  |
| Ingénieur-élève des ponts, des eaux et des forêts                            | Ingénieur de l'agriculture et de l'environnement - löneklass 1                                                                                   | Technicien supérieur forestier                  |                                                    |                                                    |  |
|                                                                              | Ingénieur de l'agriculture et de l'environnement - stagiaire                                                                                     | Technicien supérieur forestier - stagiaire      |                                                    |                                                    |  |
|                                                                              | Élève-ingénieur de l'agriculture et de l'environnement                                                                                           |                                                 |                                                    |                                                    |  |
|                                                                              | |                                                 |                                                    |                                                    |  |
|                                                                              | |                                                 | Technicien opérationnel forestier principal        |                                                    |  |
|                                                                              | |                                                 | Technicien opérationnel forestier - löneklass 4-13 |                                                    |  |
|                                                                              | |                                                 | Technicien opérationnel forestier - löneklass 1-3  |                                                    |  |
|                                                                              | |                                                 | Technicien opérationnel forestier - stagiaire      |                                                    |  |
|                                                                              | |                                                 |                                                    |                                                    |  |
|                                                                              | |                                                 |                                                    | Chef de district forestier principal de 1er classe |  |
|                                                                              | |                                                 |                                                    | Chef de district forestier principal de 2e classe  |  |
|                                                                              | |                                                 |                                                    | Chef de district forestier de 1er classe           |  |
|                                                                              | |                                                 |                                                    | Chef de district forestier de 2e classe            |  |